# Districtul Tajura Wa Al Nawahi AlArba'
Tajura Wa Al Nawahi AlArba' este un district în Libia. Acest districte are 267.031 locuitori cu o suprafată de 1.430 km2.